# Meczet Zeyrek
Meczet Zeyrek (tur. Molla Zeyrek Camii) – meczet w Stambule w Turcji. Przed zdobyciem miasta przez Turków znajdował się tu Klasztor Chrystusa Pantokratora.

## Historia
Klasztor został ufundowany przez cesarza Jana II Komnena i jego żonę Irenę w XII w. Architektem był Nikifor. Zbudował on na trzecim z siedmiu wzgórz Konstantynopola dwa kościoły, połączone pośrodku kaplicą grobową. Pochowano tam, poza licznymi bizantyjskimi dygnitarzami, cesarza Jana II razem z żoną – Ireną, Cesarzową Bertę z Sulzbach (która również przyjęła imię Irena, będąc żoną Manuela I Komnena) oraz cesarza Jana V Paleologa. Wokół powstały: biblioteka, szpital, przytułek dla starców, zakład dla umysłowo chorych, cele klasztorne.
Pierwszy powstał kościół południowy, zwany Kościołem Chrystusa Pantokratora. Następnie zbudowano drugi kościół pod wezwaniem Theotokos Eleousa – Matki Bożej Litościwej i połączono je kaplicą grobową pod wezwaniem Archanioła Michała. Kościoły mają sklepienia krzyżowe, apsydy są siedmioboczne. Kościół południowy posiada dwie kopuły, kościół północny jedną. Kościół południowy posiada również matroneum (galerię dla kobiet). W oknach były wstawione witraże z wizerunkami świętych, nie zachowały się jednak do dzisiaj.
Po zajęciu Konstantynopola przez łacinników w 1204 kompleks zabudowań przekazano duchownym z Wenecji. Klasztor był również używany jako pałac cesarski przez ostatniego cesarza łacińskiego – Baldwina II. Po odzyskaniu miasta przez Paleologów do klasztoru powrócili mnisi greccy. Najbardziej znanym spośród nich był Gennadiusz II Scholar, który opuścił klasztor Chrystusa Pantokratora aby zostać pierwszym Ekumenicznym Patriarchą Konstantynopola po zdobyciu miasta przez Turków.
Po upadku Konstantynopola, klasztor zmieniono na meczet i nazwano go imieniem nauczyciela Molla Zeyrek Mehmed Efendiego, uczącego w pobliskiej medresie. W połowie XVIII w. kościół odrestaurowano po pożarze. W 1934 spaliła się biblioteka przyklasztorna. 
W ostatnich latach, ze względu na bardzo zły stan techniczny, dawny klasztor wpisano na listę najbardziej zagrożonych zabytków prowadzoną przez UNESCO. Dzięki temu obecnie prowadzone są gruntowne prace remontowe, mające zabezpieczyć i odrestaurować świątynię.